# Broome Eric Pinniger

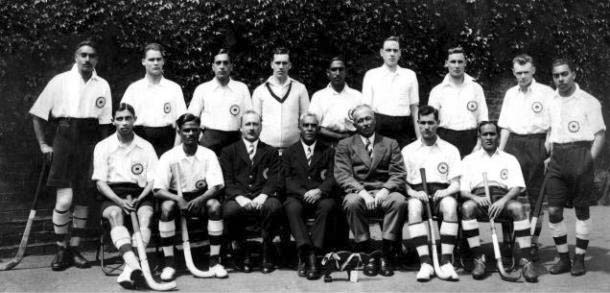
Das indische Hockeyteam 1928, Pinniger sitzt als Zweiter von rechts.

Broome Eric Pinniger (* 28. Dezember 1902 in Saharanpur; † 30. Dezember 1996 in Edinburgh) war ein britisch-indischer Hockeyspieler, der 1928 und 1932 die olympische Goldmedaille gewann.

## Leben
Der 1,80 m große Broome Eric Pinniger war Mittelläufer der indischen Nationalmannschaft.
Bei den Olympischen Spielen 1928 in Amsterdam gewann die Mannschaft ihre vier Vorrundenspiele, erzielte 26 Tore und erhielt kein Gegentor. Im Finale siegte die indische Mannschaft mit 3:0 gegen die niederländische Mannschaft. Pinniger war in allen fünf Spielen dabei, erzielte aber keinen Treffer.
Vier Jahre später war Pinniger einer von nur vier Olympiasiegern von 1928, die auch im indischen Aufgebot bei den Olympischen Spielen 1932 in Los Angeles standen. Die indische Mannschaft siegte mit 11:1 gegen Japan und mit 24:1 gegen das Team der Vereinigten Staaten. Pinniger wirkte in beiden Spielen mit und erzielte gegen das Team aus den Vereinigten Staaten seinen einzigen Treffer bei Olympischen Spielen.
Pinniger besuchte die Oak Grove School in Masuri, auf der auch seine späteren Mannschaftskameraden Richard James Allen, Leslie Charles Hammond und Richard John Carr ihre Ausbildung erhielten. Pinniger war als einer der besten Hockeyspieler seiner Zeit auch für die Teilnahme an den Olympischen Spielen 1936 in Berlin vorgesehen, sagte seine Teilnahme aber ab. Pinniger arbeitete bei der North Western Railway, für deren Team er auch spielte. Pinnigers Frau Florence war eine der besten indischen Speerwerferinnen ihrer Zeit. Nach der Unabhängigkeit und Teilung Indiens emigrierte Pinniger nach England, von wo seine Großeltern hundert Jahre zuvor nach Indien gezogen waren. Später zog er nach Schottland zu seiner Tochter.